# Liste des choix de repêchages des Nordiques de Québec
Cette liste contient tous les joueurs de hockey sur glace choisis lors des repêchages par les Nordiques de Québec, franchise membre de l'Association mondiale de hockey (AMH) de 1972 à 1979 puis de la Ligue nationale de hockey (LNH) de 1979 à 1995. Les joueurs listés ci-dessous n'ont pas obligatoirement joué un match sous le maillot de l'équipe.
Cette liste regroupe les joueurs depuis le premier repêchage amateur organisé par l'AMH en 1973, au dernier repêchage d'entrée dans la LNH auquel les Nordiques ont pris part en 1994,. Les joueurs sont classés par année de repêchage. Les deux premières colonnes donnent le rang et le tour auquel le joueur a été repêché, suivies de son nom, de sa nationalité et de sa position de jeu.

## Repêchages amateurs de l'AMH

### 1973
| No  | Tour | Nom              | Nationalité | Position      |
| --- | ---- | ---------------- | ----------- | ------------- |
| 3   | 1er  | André Savard     | Canada      | Centre        |
| 14  | 2e   | Blaine Stoughton | Canada      | Ailier droit  |
| 17  | 2e   | Morris Titanic   | Canada      | Ailier gauche |
| 29  | 3e   | Eric Vail        | Canada      | Ailier gauche |
| 42  | 4e   | Jean Landry      | Canada      | Défenseur     |
| 55  | 5e   | Denis Patry      | Canada      | Ailier droit  |
| 68  | 6e   | Dale Cook        | Canada      | Ailier gauche |
| 81  | 7e   | André Deschamps  | Canada      | Ailier gauche |
| 94  | 8e   | Bob Stumpf       | Canada      | Défenseur     |
| 105 | 9e   | Guy Ross         | Canada      | Défenseur     |
| 116 | 10e  | Michel Belisle   | Canada      | Centre        |

### 1974
| No  | Tour | Nom                | Nationalité | Position       |
| --- | ---- | ------------------ | ----------- | -------------- |
| 9e  | 1er  | Réal Cloutier      | Canada      | Ailier droit   |
| 24  | 2e   | Charles Constantin | Canada      | Ailier gauche  |
| 38  | 3e   | Alain Daigle       | Canada      | Ailier droit   |
| 54  | 4e   | Jean Bernier       | Canada      | Défenseur      |
| 68  | 5e   | Dave Logan         | Canada      | Défenseur      |
| 83  | 6e   | Michel Bergeron    | Canada      | Ailier droit   |
| 98  | 7e   | Denis Carufel      | Canada      | Ailier gauche  |
| 113 | 8e   | Claude Dupuis      | Canada      | Ailier gauche  |
| 128 | 9e   | Mario Lessard      | Canada      | Gardien de but |
| 141 | 10e  | Claude Arvisais    | Canada      | Centre         |

### 1975
| No  | Tour | Nom              | Nationalité | Position       |
| --- | ---- | ---------------- | ----------- | -------------- |
| 14  | 1er  | Pierre Mondou    | Canada      | Centre         |
| 29  | 2e   | Doug Halward     | Canada      | Défenseur      |
| 44  | 3e   | Pierre Giroux    | Canada      | Ailier gauche  |
| 59  | 4e   | Ted Bulley       | Canada      | Ailier gauche  |
| 73  | 5e   | André Lepage     | Canada      | Gardien de but |
| 87  | 6e   | Jean Trottier    | Canada      | Centre         |
| 100 | 7e   | Mike Backman     | Canada      | Ailier droit   |
| 112 | 8e   | Michel Brisebois | Canada      | Centre         |
| 124 | 9e   | Michel Hamel     | Canada      | Centre         |
| 137 | 10e  | Florent Fortier  | Canada      | Ailier droit   |

### 1976
| No  | Tour | Nom               | Nationalité | Position       |
| --- | ---- | ----------------- | ----------- | -------------- |
| 10  | 1er  | Rick Green        | Canada      | Défenseur      |
| 19  | 2e   | Bob Manno         | Canada      | Défenseur      |
| 32  | 3e   | Al Glendenning    | Canada      | Défenseur      |
| 44  | 4e   | Maurice Barrette  | Canada      | Gardien de but |
| 56  | 5e   | Garth MacGuigan   | Canada      | Centre         |
| 68  | 6e   | Claude Périard    | Canada      | Ailier gauche  |
| 80  | 7e   | Denis Charbonneau | Canada      | Gardien de but |
| 114 | 10e  | Pierre Brassard   | Canada      | Ailier gauche  |

### 1977
| No | Tour | Nom              | Nationalité | Position       |
| -- | ---- | ---------------- | ----------- | -------------- |
| 9  | 1er  | Lucien Deblois   | Canada      | Centre         |
| 14 | 2e   | John Anderson    | Canada      | Ailier gauche  |
| 20 | 2e   | Benoit Gosselin  | Canada      | Ailier gauche  |
| 29 | 3e   | Tom Roulston     | Canada      | Ailier droit   |
| 38 | 4e   | Robert Picard    | Canada      | Défenseur      |
| 47 | 5e   | Alain Côté       | Canada      | Ailier gauche  |
| 56 | 6e   | Yves Guillemette | Canada      | Gardien de but |
| 65 | 7e   | Eddy Godin       | Canada      | Ailier droit   |
| 73 | 8e   | Pierre Lagacé    | Canada      | Centre         |
| 81 | 9e   | Dan Chicoine     | Canada      | Ailier droit   |
| 89 | 10e  | Roland Cloutier  | Canada      | Centre         |

## Repêchages d'entrée dans la LNH
| Sommaire |
| Repêchages amateurs de l'AMH : 1973 1974 1975 1976 1977                                                           |
| Repêchages d'entrée dans la LNH : 1979 1980 1981 1982 1983 1984 1985 1986 1987 1988 1989 1990 1991 1992 1993 1994 |
| Références |

### 1979
| No  | Tour | Nom            | Nationalité        | Position      |
| --- | ---- | -------------- | ------------------ | ------------- |
| 20  | 1er  | Michel Goulet  | Canada             | Ailier gauche |
| 41  | 2e   | Dale Hunter    | Canada             | Centre        |
| 62  | 3e   | Lee Norwood    | États-Unis         | Défenseur     |
| 83  | 4e   | Anton Šťastný  | République tchèque | Ailier gauche |
| 104 | 5e   | Pierre Lacroix | Canada             | Défenseur     |
| 125 | 6e   | Scott McGeown  | Canada             | Défenseur     |

### 1980
| No  | Tour | Nom               | Nationalité | Position      |
| --- | ---- | ----------------- | ----------- | ------------- |
| 24  | 2e   | Normand Rochefort | Canada      | Défenseur     |
| 66  | 4e   | Jay Miller        | États-Unis  | Ailier gauche |
| 87  | 5e   | Basil McRae       | Canada      | Ailier gauche |
| 108 | 6e   | Mark Kumpel       | États-Unis  | Ailier droit  |
| 129 | 7e   | Gaston Therrien   | Canada      | Défenseur     |
| 150 | 8e   | Michel Bolduc     | Canada      | Défenseur     |
| 171 | 9e   | Christian Tanguay | Canada      | Ailier droit  |
| 192 | 10e  | Bill Robinson     | États-Unis  | Défenseur     |

### 1981
| No  | Tour | Nom              | Nationalité | Position       |
| --- | ---- | ---------------- | ----------- | -------------- |
| 11  | 1er  | Randy Moller     | Canada      | Défenseur      |
| 53  | 3e   | Jean-Marc Gaulin | Canada      | Ailier droit   |
| 74  | 4e   | Clint Malarchuk  | Canada      | Gardien de but |
| 95  | 5e   | Ed Lee           | États-Unis  | Ailier droit   |
| 116 | 6e   | Mike Eagles      | Canada      | Ailier gauche  |
| 158 | 8e   | André Côté       | Canada      | Attaquant      |
| 179 | 9e   | Marc Brisebois   | Canada      | Ailier droit   |
| 200 | 10e  | Kari Takko       | Finlande    | Gardien de but |

### 1982
| No  | Tour | Nom             | Nationalité     | Position       |
| --- | ---- | --------------- | --------------- | -------------- |
| 13  | 1er  | David Shaw      | Canada          | Défenseur      |
| 34  | 2e   | Paul Gillis     | Canada          | Centre         |
| 55  | 3e   | Mario Gosselin  | Canada          | Gardien de but |
| 76  | 4e   | Jiří Lála       | Tchécoslovaquie | Ailier droit   |
| 97  | 5e   | Phil Stanger    | Canada          | Défenseur      |
| 131 | 7e   | Daniel Poudrier | Canada          | Défenseur      |
| 181 | 9e   | Mike Hough      | Canada          | Ailier gauche  |
| 202 | 10e  | Vincent Lukáč   | Tchécoslovaquie | Ailier gauche  |
| 223 | 11e  | André Martin    | Canada          | Défenseur      |
| 244 | 12e  | Jozef Lukáč     | Tchécoslovaquie | Ailier gauche  |
| 248 | 12e  | Ján Jaško       | Tchécoslovaquie | Ailier gauche  |

### 1983
| No  | Tour | Nom               | Nationalité     | Position       |
| --- | ---- | ----------------- | --------------- | -------------- |
| 32  | 2e   | Yves Héroux       | Canada          | Ailier droit   |
| 52  | 3e   | Bruce Bell        | Canada          | Défenseur      |
| 54  | 3e   | Iiro Jarvi        | Finlande        | Ailier droit   |
| 92  | 5e   | Luc Guénette      | Canada          | Gardien de but |
| 112 | 6e   | Brad Walcot       | Canada          | Défenseur      |
| 132 | 7e   | Craig Mack        | États-Unis      | Défenseur      |
| 152 | 8e   | Tommy Albelin     | Suède           | Défenseur      |
| 172 | 9e   | Wayne Groulx      | Canada          | Centre         |
| 192 | 10e  | Scott Shaunessy   | États-Unis      | Défenseur      |
| 232 | 12e  | Bo Berglund       | Suède           | Ailier droit   |
| 239 | 12e  | Jindřich Kokrment | Tchécoslovaquie | Attaquant      |

### 1984
| No  | Tour | Nom              | Nationalité | Position     |
| --- | ---- | ---------------- | ----------- | ------------ |
| 15  | 1er  | Trevor Stienburg | Canada      | Ailier droit |
| 36  | 2e   | Jeff Brown       | Canada      | Défenseur    |
| 57  | 3e   | Steven Finn      | Canada      | Défenseur    |
| 78  | 4e   | Terry Perkins    | Canada      | Ailier droit |
| 120 | 6e   | Darren Cota      | Canada      | Ailier droit |
| 141 | 7e   | Henrik Cedergren | Suède       | Attaquant    |
| 162 | 8e   | Jyrki Mäki       | Finlande    | Défenseur    |
| 183 | 9e   | Guy Ouellette    | Canada      | Centre       |
| 203 | 10e  | Ken Quinney      | Canada      | Ailier droit |
| 244 | 12e  | Peter Loob       | Suède       | Défenseur    |

### 1985
| No  | Tour | Nom              | Nationalité | Position       |
| --- | ---- | ---------------- | ----------- | -------------- |
| 15  | 1er  | David Latta      | Canada      | Ailier gauche  |
| 36  | 2e   | Jason Lafrenière | Canada      | Centre         |
| 57  | 3e   | Max Middendorf   | États-Unis  | Centre         |
| 65  | 4e   | Peter Massey     | États-Unis  | Attaquant      |
| 78  | 4e   | David Espe       | États-Unis  | Défenseur      |
| 99  | 5e   | Bruce Major      | Canada      | Centre         |
| 120 | 6e   | Andy Akervik     | États-Unis  | Centre         |
| 141 | 7e   | Mike Oliverio    | Canada      | Attaquant      |
| 162 | 8e   | Mario Brunetta   | Canada      | Gardien de but |
| 183 | 9e   | Brit Peer        | Canada      | Ailier droit   |
| 204 | 10e  | Tom Sasso        | États-Unis  | Centre         |
| 225 | 11e  | Gary Murphy      | États-Unis  | Défenseur      |
| 246 | 12e  | Jean Bois        | Canada      | Ailier gauche  |

### 1986
| No  | Tour | Nom                 | Nationalité | Position       |
| --- | ---- | ------------------- | ----------- | -------------- |
| 18  | 1er  | Ken McRae           | Canada      | Centre         |
| 39  | 2e   | Jean-Marc Routhier  | Canada      | Ailier droit   |
| 41  | 2e   | Stéphane Guérard    | Canada      | Défenseur      |
| 81  | 4e   | Ron Tugnutt         | Canada      | Gardien de but |
| 102 | 5e   | Gerald Bzdel        | Canada      | Défenseur      |
| 117 | 6e   | Scott White         | Canada      | Défenseur      |
| 123 | 6e   | Morgan Samuelsson   | Suède       | Centre         |
| 134 | 7e   | Mark Vermette       | Canada      | Ailier droit   |
| 144 | 7e   | Jean-François Nault | Canada      | Centre         |
| 165 | 8e   | Keith Miller        | Canada      | Ailier gauche  |
| 186 | 9e   | Pierre Millier      | Canada      | Ailier gauche  |
| 207 | 10e  | Chris Lappin        | États-Unis  | Défenseur      |
| 228 | 11e  | Martin Latreille    | Canada      | Défenseur      |
| 249 | 12e  | Sean Boudreault     | États-Unis  | Attaquant      |
| 19  | R.S  | Mike Natyshak       | Canada      | Attaquant      |

### 1987
| No  | Tour | Nom             | Nationalité     | Position       |
| --- | ---- | --------------- | --------------- | -------------- |
| 9   | 1er  | Bryan Fogarty   | Canada          | Défenseur      |
| 15  | 1er  | Joe Sakic       | Canada          | Centre         |
| 51  | 3e   | Jim Sprott      | Canada          | Défenseur      |
| 72  | 4e   | Kip Miller      | États-Unis      | Centre         |
| 93  | 5e   | Rob Mendel      | États-Unis      | Défenseur      |
| 114 | 6e   | Garth Snow      | États-Unis      | Gardien de but |
| 135 | 7e   | Tim Hanus       | États-Unis      | Attaquant      |
| 156 | 8e   | Jake Enebak     | États-Unis      | Attaquant      |
| 177 | 9e   | Jaroslav Ševčík | Tchécoslovaquie | Ailier gauche  |
| 183 | 9e   | Ladislav Trešl  | Tchécoslovaquie | Centre         |
| 198 | 10e  | Darren Nauss    | Canada          | Attaquant      |
| 219 | 11e  | Mike Williams   | États-Unis      | Gardien de but |
| 17  | R.S  | Mike Hitner     | États-Unis      | Ailier gauche  |

### 1988
| No  | Tour | Nom               | Nationalité      | Position       |
| --- | ---- | ----------------- | ---------------- | -------------- |
| 3   | 1er  | Curtis Leschyshyn | Canada           | Défenseur      |
| 5   | 1er  | Daniel Doré       | Canada           | Ailier droit   |
| 24  | 2e   | Stéphane Fiset    | Canada           | Gardien de but |
| 45  | 3e   | Petri Aaltonen    | Finlande         | Ailier droit   |
| 66  | 4e   | Darin Kimble      | Canada           | Centre         |
| 87  | 5e   | Stéphane Venne    | Canada           | Défenseur      |
| 108 | 6e   | Ed Ward           | Canada           | Ailier droit   |
| 129 | 7e   | Valeri Kamenski   | Union soviétique | Ailier gauche  |
| 150 | 8e   | Sakari Lindfors   | Finlande         | Gardien de but |
| 171 | 9e   | Dan Wiebe         | Canada           | Ailier gauche  |
| 213 | 11e  | Alekseï Goussarov | Union Soviétique | Défenseur      |
| 234 | 12e  | Claude Lapointe   | Canada           | Centre         |
| 3   | R.S  | Phil Berger       | États-Unis       | Ailier droit   |
| 8   | R.S  | Jamie Baker       | Canada           | Centre         |

### 1989
| No  | Tour | Nom               | Nationalité      | Position       |
| --- | ---- | ----------------- | ---------------- | -------------- |
| 1   | 1er  | Mats Sundin       | Suède            | Centre         |
| 22  | 2e   | Adam Foote        | Canada           | Défenseur      |
| 43  | 3e   | Stéphane Morin    | Canada           | Centre         |
| 54  | 3e   | John Tanner       | Canada           | Gardien de but |
| 68  | 4e   | Niklas Andersson  | Suède            | Ailier gauche  |
| 76  | 4e   | Éric Dubois       | Canada           | Défenseur      |
| 85  | 5e   | Kevin Kaiser      | Canada           | Ailier gauche  |
| 106 | 6e   | Dan Lambert       | Canada           | Défenseur      |
| 127 | 7e   | Sergueï Mylnikov  | Union soviétique | Gardien de but |
| 148 | 8e   | Paul Krake        | Canada           | Gardien de but |
| 169 | 9e   | Viatcheslav Bykov | Union Soviétique | Centre         |
| 190 | 10e  | Andreï Khomoutov  | Union Soviétique | Ailier droit   |
| 211 | 11e  | Byron Witcowski   | Canada           | Ailier gauche  |
| 232 | 12e  | Noel Rahn         | États-Unis       | Attaquant      |
| 1   | R.S  | Dave DePinto      | États-Unis       | Gardien de but |
| 6   | R.S  | Rick Berens       | États-Unis       | Ailier gauche  |

### 1990
| No  | Tour | Nom                  | Nationalité      | Position       |
| --- | ---- | -------------------- | ---------------- | -------------- |
| 1   | 1er  | Owen Nolan           | Canada           | Ailier droit   |
| 22  | 2e   | Ryan Hughes          | Canada           | Centre         |
| 43  | 3e   | Brad Zavisha         | Canada           | Ailier gauche  |
| 106 | 6e   | Jeff Parrott         | Canada           | Défenseur      |
| 127 | 7e   | Dwayne Norris        | Canada           | Ailier droit   |
| 148 | 8e   | Andreï Kovalenko     | Union soviétique | Ailier droit   |
| 158 | 8e   | Aleksandr Karpovtsev | Union Soviétique | Défenseur      |
| 169 | 9e   | Pat Mazzoli          | Canada           | Gardien de but |
| 190 | 10e  | Scott Davis          | Canada           | Défenseur      |
| 211 | 11e  | Mika Strömberg       | Finlande         | Défenseur      |
| 232 | 12e  | Wade Klippenstein    | Canada           | Ailier gauche  |
| 1   | R.S  | Mike McKee           | Canada           | Défenseur      |

### 1991
| No  | Tour | Nom               | Nationalité | Position       |
| --- | ---- | ----------------- | ----------- | -------------- |
| 1   | 1er  | Eric Lindros      | Canada      | Centre         |
| 24  | 2e   | René Corbet       | Canada      | Ailier gauche  |
| 46  | 3e   | Rich Brennan      | États-Unis  | Défenseur      |
| 68  | 4e   | Dave Karpa        | Canada      | Défenseur      |
| 90  | 5e   | Patrick Labrecque | Canada      | Gardien de but |
| 103 | 5e   | Bill Lindsay      | Canada      | Ailier gauche  |
| 134 | 7e   | Mikael Johansson  | Suède       | Centre         |
| 156 | 8e   | Janne Laukkanen   | Finlande    | Défenseur      |
| 157 | 8e   | Aaron Asp         | Canada      | Centre         |
| 178 | 9e   | Adam Bartell      | États-Unis  | Défenseur      |
| 188 | 9e   | Brent Brekke      | États-Unis  | Défenseur      |
| 200 | 10e  | Paul Koch         | États-Unis  | Défenseur      |
| 222 | 11e  | Doug Friedman     | États-Unis  | Ailier gauche  |
| 244 | 12e  | Éric Meloche      | Canada      | Ailier droit   |
| 2   | R.S  | Dave Trombley     | Canada      | Centre         |
| 8   | R.S  | Chris Hynnes      | Canada      | Défenseur      |

### 1992
| No  | Tour | Nom                | Nationalité | Position       |
| --- | ---- | ------------------ | ----------- | -------------- |
| 4   | 1er  | Todd Warriner      | Canada      | Ailier gauche  |
| 28  | 2e   | Paul Brousseau     | Canada      | Ailier droit   |
| 29  | 2e   | Tuomas Gronman     | Finlande    | Défenseur      |
| 52  | 3e   | Emmanuel Fernandez | Canada      | Gardien de but |
| 76  | 4e   | Ian McIntyre       | Canada      | Ailier gauche  |
| 100 | 5e   | Charlie Wasley     | États-Unis  | Défenseur      |
| 124 | 6e   | Paxton Schulte     | Canada      | Ailier gauche  |
| 148 | 7e   | Martin Lepage      | Canada      | Défenseur      |
| 172 | 8e   | Mike Jickling      | Canada      | Centre         |
| 196 | 9e   | Steve Passmore     | Canada      | Gardien de but |
| 220 | 10e  | Anson Carter       | Canada      | Centre         |
| 244 | 11e  | Aaron Ellis        | États-Unis  | Gardien de but |
| 4   | R.S  | Richard Shulmistra | Canada      | Gardien de but |

### 1993
| No  | Tour | Nom               | Nationalité        | Position       |
| --- | ---- | ----------------- | ------------------ | -------------- |
| 10  | 1er  | Jocelyn Thibault  | Canada             | Gardien de but |
| 14  | 1er  | Adam Deadmarsh    | Canada             | Ailier droit   |
| 49  | 2e   | Ashley Buckberger | Canada             | Ailier droit   |
| 75  | 3e   | Billy Pierce      | États-Unis         | Attaquant      |
| 101 | 4e   | Ryan Tocher       | Canada             | Défenseur      |
| 127 | 5e   | Anders Myrvold    | Norvège            | Défenseur      |
| 137 | 6e   | Nick Checco       | États-Unis         | Ailier gauche  |
| 153 | 6e   | Christian Matte   | Canada             | Ailier droit   |
| 179 | 7e   | David Ling        | Canada             | Ailier droit   |
| 205 | 8e   | Petr Franěk       | République tchèque | Gardien de but |
| 231 | 9e   | Vincent Augier    | Canada             | Attaquant      |
| 257 | 10e  | Mark Pivetz       | Canada             | Défenseur      |
| 283 | 11e  | John Hillman      | États-Unis         | Ailier gauche  |

### 1994
| No  | Tour | Nom              | Nationalité        | Position       |
| --- | ---- | ---------------- | ------------------ | -------------- |
| 12  | 1er  | Wade Belak       | Canada             | Défenseur      |
| 22  | 1er  | Jeff Kealty      | États-Unis         | Défenseur      |
| 35  | 2e   | Josef Marha      | République tchèque | Centre         |
| 61  | 3e   | Sébastien Bêty   | Canada             | Défenseur      |
| 72  | 3e   | Chris Drury      | États-Unis         | Ailier gauche  |
| 87  | 4e   | Milan Hejduk     | République Tchèque | Ailier droit   |
| 113 | 5e   | Tony Tuzzolino   | États-Unis         | Centre         |
| 139 | 6e   | Nicholas Windsor | Canada             | Défenseur      |
| 165 | 7e   | Calvin Elfring   | Canada             | Défenseur      |
| 191 | 8e   | Jay Bertsch      | Canada             | Attaquant      |
| 217 | 9e   | Tim Thomas       | États-Unis         | Gardien de but |
| 243 | 10e  | Chris Pittman    | Canada             | Centre         |
| 285 | 11e  | Steven Low       | Canada             | Défenseur      |
| 9   | R.S  | Reid Simonton    | Canada             | Défenseur      |